# Sudden Valley
Sudden Valley je obec v okrese Whatcom v americkém státě Washington. Ačkoli před rokem 1969 se na jejím území nacházela jediná farma, od té doby se sem přistěhovalo tolik lidí, že dnešní počet obyvatel činí 6 441. Obyvatelstvo tvoří z 91 % běloši, 2 % Asiaté a 1 % Afroameričané.
Mimo jiné je obec známá jako bývalé bydliště mafiánského bosse Santa Trafficanta mladšího v době, kdy CIA vyšetřovala jeho spojení s atentátem na J. F. Kennedyho.
Rozloha obce činí 21 km², 23 % z toho je vodní plocha. Podle důchodu na hlavu je obec 97. nejbohatší ve státě Washington.